# Patrick Williams
Patrick Lee Williams (Charlotte, Carolina del Norte; 26 de agosto de 2001) es un baloncestista estadounidense que pertenece a la plantilla de los Chicago Bulls de la NBA. Con 2,01 metros de estatura, juega en la posición de alero.

## Trayectoria deportiva

### Universidad
Tras participar en 2019 en el Jordan Brand Classic, jugó una temporada con los Seminoles de la Universidad Estatal de Florida, en la que promedió 9,2 puntos, 4,0 rebotes, 1,0 asistencias, 1,0 robos de balón y 1,0 tapones por partido. Fue incluido en el mejor quinteto freshman de la Atlantic Coast Conference y elegido además mejor sexto hombre de la conferencia.
Al término de la temporada anunció su intención de renunciar a los tres años universitarios que le quedaban, para presentarse al Draft de la NBA, junto con su compañero Devin Vassell.

#### Estadísticas
| Año     | Equipo        | PJ | PT | MPP  | %TC  | %3P  | %TL  | RPP | APP | ROB | TPP | PPP |
| ------- | ------------- | -- | -- | ---- | ---- | ---- | ---- | --- | --- | --- | --- | --- |
| 2019–20 | Florida State | 29 | 0  | 22.5 | .459 | .320 | .838 | 4.0 | 1.0 | 1.0 | 1.0 | 9.2 |

### Profesional
Fue elegido en la cuarta posición del Draft de la NBA de 2020 por los Chicago Bulls.
Al inicio de su segunda temporada en Chicago, sufre una lesión durante un encuentro contra los Knicks, por lo que se pierde todo lo que resta de campaña tras dislocarse la muñeca izquierda.

## Estadísticas de su carrera en la NBA

### Temporada regular
| Año     | Equipo  | PJ  | PT  | MPP  | %TC  | %3P  | %TL  | RPP | APP | ROB | TPP | PPP  |
| ------- | ------- | --- | --- | ---- | ---- | ---- | ---- | --- | --- | --- | --- | ---- |
| 2020-21 | Chicago | 71  | 71  | 27.9 | .483 | .391 | .728 | 4.6 | 1.4 | .9  | .6  | 9.2  |
| 2021-22 | Chicago | 17  | 9   | 24.8 | .529 | .517 | .732 | 4.1 | .9  | .5  | .5  | 9.0  |
| 2022-23 | Chicago | 82  | 65  | 28.3 | .464 | .415 | .857 | 4.0 | 1.2 | .9  | .9  | 10.2 |
| 2023-24 | Chicago | 43  | 30  | 27.3 | .443 | .399 | .788 | 3.9 | 1.5 | .9  | .8  | 10.0 |
| 2024–25 | Chicago | 63  | 36  | 25.0 | .397 | .353 | .723 | 3.8 | 2.0 | .8  | .5  | 9.0  |
| Total   | Total   | 276 | 211 | 27.1 | .462 | .392 | .769 | 4.1 | 1.5 | .8  | .7  | 9.6  |

### Playoffs
| Año   | Equipo  | PJ | PT | MPP  | %TC  | %3P  | %TL  | RPP | APP | ROB | TPP | PPP  |
| ----- | ------- | -- | -- | ---- | ---- | ---- | ---- | --- | --- | --- | --- | ---- |
| 2022  | Chicago | 5  | 5  | 30.6 | .468 | .333 | .727 | 5.4 | .8  | 1.0 | .6  | 11.8 |
| Total | Total   | 5  | 5  | 30.6 | .468 | .333 | .727 | 5.4 | .8  | 1.0 | .6  | 11.8 |